# Philenora semiochrea
Philenora semiochrea är en fjärilsart som beskrevs av Butler 1886. Philenora semiochrea ingår i släktet Philenora och familjen björnspinnare. Inga underarter finns listade i Catalogue of Life.